# Almond (Wisconsin)
Almond es una villa ubicada en el condado de Portage en el estado estadounidense de Wisconsin. En el Censo de 2010 tenía una población de 448 habitantes y una densidad poblacional de 170,42 personas por km².

## Geografía
Almond se encuentra ubicada en las coordenadas 44°15′40″N 89°24′31″O / 44.26111, -89.40861. Según la Oficina del Censo de los Estados Unidos, Almond tiene una superficie total de 2.63 km², de la cual 2.62 km² corresponden a tierra firme y (0.2%) 0.01 km² es agua.

## Demografía
Según el censo de 2010, había 448 personas residiendo en Almond. La densidad de población era de 170,42 hab./km². De los 448 habitantes, Almond estaba compuesto por el 93.97% blancos, el 0.22% eran afroamericanos, el 0.45% eran amerindios, el 0.45% eran asiáticos, el 0% eran isleños del Pacífico, el 3.79% eran de otras razas y el 1.12% pertenecían a dos o más razas. Del total de la población el 13.17% eran hispanos o latinos de cualquier raza.